# Believe (Dima Bilan)
Believe is een nummer van de Russische zanger Dima Bilan uit 2008. Bilan schreef het samen met de Amerikaan Jim Beanz, die ook de productie voor zijn rekening nam.
Met dit lied won Rusland in 2008 het Eurovisiesongfestival.

## Achtergrond
Believe is een popballad met invloeden uit de moderne r&b. De tekst van het lied werd gebaseerd op het boek The secret van de Australische schrijfster Rhonda Byrne, waarin gesteld wordt dat men alles kan bereiken door erin te geloven. Bilan, die het refrein schreef, noemde de tekst tevens autobiografisch. Bij de productie van het nummer was de succesvolle Amerikaanse producer Timbaland betrokken, die al eerder met Bilan had samengewerkt op diens single Number one fan.
Bij Believe verscheen een videoclip, waarin te zien is hoe Bilan een jongetje met leukemie te hulp schiet door een benefietconcert voor hem te geven. Naast de originele Engelstalige versie nam Bilan het nummer ook op in het Russisch (Vsyo v tvoih rukah / Всё в твоих руках) en het Spaans (Creer).

## Eurovisiesongfestival 2008

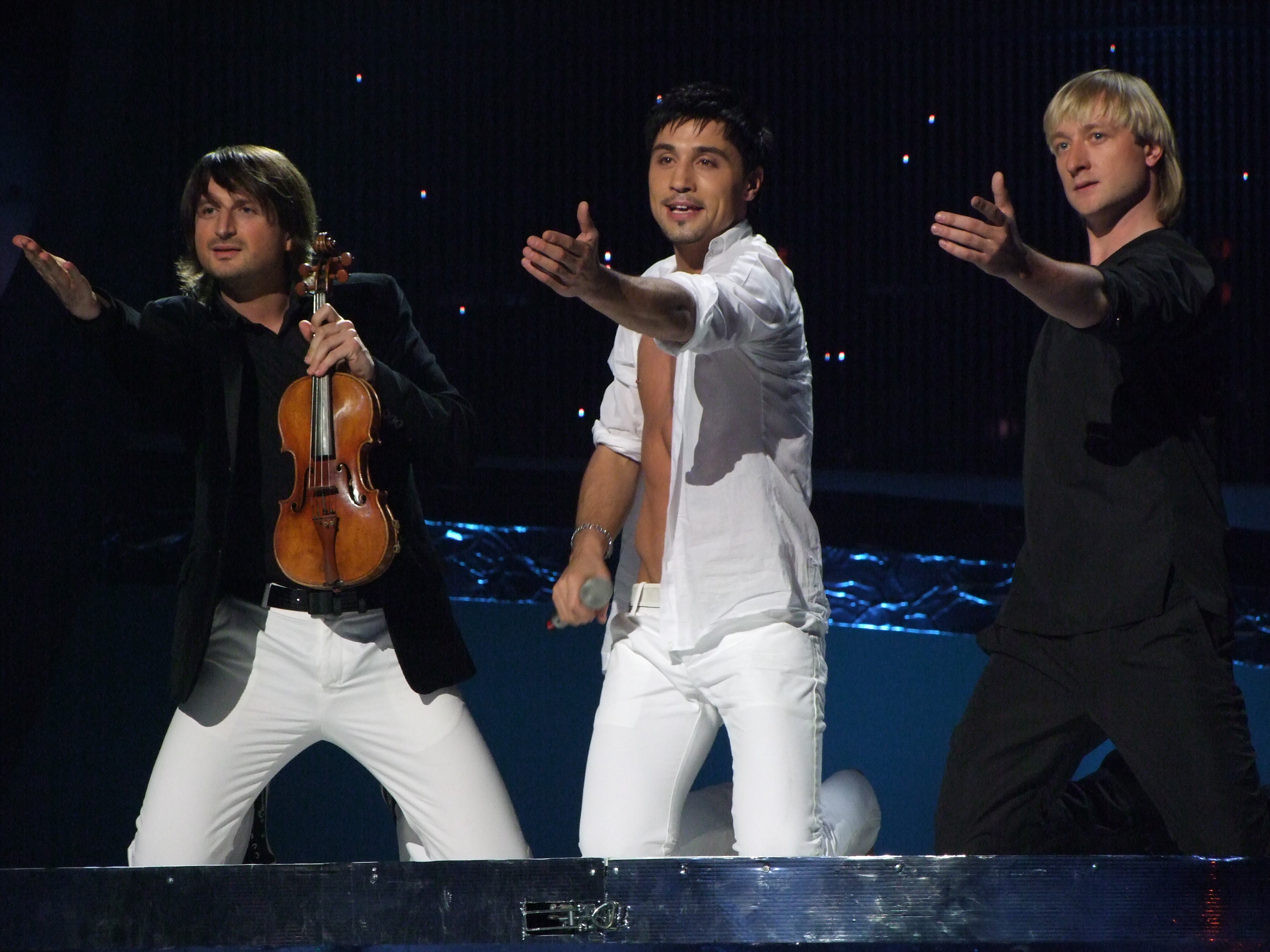
Edvin Marton, Dima Bilan en Jevgeni Pljoesjtsjenko tijdens een repetitie op het songfestival in Belgrado

In maart 2008 was Believe een van de 27 deelnemende liedjes aan Evrovidenie, de Russische nationale voorronde voor het Eurovisiesongfestival. Bilan had al de nodige ervaring met het Europese liedjesfestijn, want twee jaar eerder, in 2006, was hij namens Rusland al eens tweede geworden met Never let you go. Tijdens de nationale selectie kreeg Believe van zowel de vakjury als de televoting de maximumscore, waarmee de 26-jarige zanger voor de tweede keer werd uitverkoren om naar het Eurovisiesongfestival te gaan.
Het Eurovisiesongfestival van 2008 vond plaats in de Servische hoofdstad Belgrado. Rusland moest er eerst aantreden in de halve finale, die plaatsvond op 20 mei. Tijdens zijn optreden werd Bilan vergezeld door kunstschaatser (en Olympisch kampioen) Jevgeni Pljoesjtsjenko en de Hongaarse violist Edvin Marton. Ook waren twee achtergrondzangeressen aanwezig. Bilan stond blootvoets op het podium en trok tegen het einde van het optreden zijn overhemd open om zo ook zijn bovenlijf te ontbloten.
Bilan eindigde achter Griekenland en Armenië op de derde plaats en kwalificeerde zich daarmee ruimschoots voor de finale, vier dagen later. Daarin was hij als 24ste (een na laatste) aan de beurt. In de peilingen werd Believe beschouwd als een grote favoriet om het festival te winnen en die verwachting werd tijdens de puntentelling ook waargemaakt: vooral in het oosten van Europa (en met name de voormalige Sovjetrepublieken) stemde men massaal voor de Russische inzending. Zeven landen gaven Bilan hun maximumaantal van 12 punten. Ruslands eindscore van 272 punten was uiteindelijk ruim voldoende voor de overwinning. Het verschil met de nummer 2 (Oekraïne) bedroeg 42 punten. Het was de eerste en tot nog toe enige keer dat Rusland het Eurovisiesongfestival won.

## Hitlijsten
Ondanks de songfestivalwinst werd Believe geen grote internationale hit. Het nummer dook wel op in de hitlijsten van Zweden en Duitsland, maar piekte daar respectievelijk op de 28ste en 52ste plaats. In Vlaanderen bleef de single steken op de 16de plaats van de Ultratip. In de Nederlandse hitlijsten kwam Bilan niet voor.
1956: Refrain · 
1957: Net als toen · 
1958: Dors, mon amour · 
1959: 'n Beetje · 
1960: Tom Pillibi · 
1961: Nous les amoureux · 
1962: Un premier amour · 
1963: Dansevise · 
1964: Non ho l'età · 
1965: Poupée de cire, poupée de son · 
1966: Merci, chérie · 
1967: Puppet on a string · 
1968: La la la · 
1969: Un jour, un enfant, De troubadour, Vivo cantando, Boom bang-a-bang · 
1970: All kinds of everything · 
1971: Un banc, un arbre, une rue · 
1972: Après toi · 
1973: Tu te reconnaîtras · 
1974: Waterloo · 
1975: Ding-a-dong · 
1976: Save your kisses for me · 
1977: L'oiseau et l'enfant · 
1978: A-ba-ni-bi · 
1979: Hallelujah · 
1980: What's another year · 
1981: Making your mind up · 
1982: Ein bißchen Frieden · 
1983: Si la vie est cadeau · 
1984: Diggi-loo diggi-ley · 
1985: La det swinge · 
1986: J'aime la vie · 
1987: Hold me now · 
1988: Ne partez pas sans moi · 
1989: Rock me · 
1990: Insieme: 1992 · 
1991: Fångad av en stormvind · 
1992: Why me? · 
1993: In your eyes · 
1994: Rock 'n' roll kids · 
1995: Nocturne · 
1996: The voice · 
1997: Love shine a light · 
1998: Diva · 
1999: Take me to your heaven · 
2000: Fly on the wings of love · 
2001: Everybody · 
2002: I wanna · 
2003: Everyway that I can · 
2004: Wild dances · 
2005: My number one · 
2006: Hard rock hallelujah · 
2007: Molitva · 
2008: Believe · 
2009: Fairytale · 
2010: Satellite · 
2011: Running scared · 
2012: Euphoria · 
2013: Only teardrops · 
2014: Rise like a phoenix · 
2015: Heroes · 
2016: 1944 · 
2017: Amar pelos dois · 
2018: Toy · 
2019: Arcade · 
2021: Zitti e buoni · 
2022: Stefania · 
2023: Tattoo · 
2024: The code